# Giurgiu (stad)
Giurgiu (Genuees: San Giorgio, Bulgaars: Гюргево; Giurgevo, Turks: Yergöğü) is een stad in het gelijknamige district Giurgiu, Muntenië, Roemenië.
De stad ligt aan de Donau en heeft 73.586 inwoners.
In het jaar 1900 had de stad 13.977 inwoners.

## Geschiedenis
Het gebied rond Giurgiu is al sinds de Dacische tijd bewoond. Er is zelfs bewijs dat de hoofdstad Burebista van de Daciërs in dit gebied lag (Bij Popești aan de Argeș).
De stad Giurgiu was in de 14e eeuw een belangrijke handelsstad voor de Genuezen (Italianen).
Ze noemden de stad naar de heilige man van Genua, San Giorgio (St. Joris) aan wie Giurgiu zijn naam te danken heeft.
In het jaar 1420 werd de stad door de Ottomanen veroverd, zodat ze het havenverkeer op de Donau beheersten.
Giurgiu (toen Giurgevo) heeft meermaals tegen de Ottomanen gevochten om het gebied onder de Donau te kunnen veroveren. Vooral tussen 1593-1601, onder leiding van Mihai Viteazul (Michaël de dappere), en later in de vele Russisch-Turkse oorlogen.
In 1659 en 1829 werd Giurgiu platgebrand, waardoor er geen enkel verdedigingsfort meer over was, behalve eentje op het eiland Slobozia.

## Sport
Sinds 2012 speelt voetbalclub Astra Giurgiu in Giurgiu. De club werd in 2016 landskampioen van Roemenië en speelt haar wedstrijden in het Stadionul Marin Anastasovici. 